# Арбатская площадь
Арба́тская площадь (с 1909 по 1919 год называлась Го́голевской) — московская площадь в одноимённом районе, расположена между Гоголевским бульваром, площадью Арбатские Ворота, улицами Знаменкой и Воздвиженкой.

## Этимология названия
Существует несколько версий происхождения слова «Арбат». Согласно одной из них, слово восходит к восточному «рабад» — часть города за пределами крепостной стены. Сторонники этой теории считают, что это видоизменённое слово в столицу Московского государства принесли крымские татары. По другой версии, в основе лежит характеристика местности — «горбат».

## История

### Предыстория
Изначально на территории современной площади находился лес, который пересекал ручей Черторый. В XII—XIII веках через этот район проходила Новгородская дорога. К XV веку лес был вырублен, а место назвали «Арбат» и застроили. На территории устроили земляной вал, который вскоре заменили кирпичной стеной, и построили Арбатские ворота. Их также называли Смоленскими — по проходящей рядом дороге. Так как площадь являлась перекрёстком, у ворот случались сражения с иноземными захватчиками. В 1439 году на этом месте было разгромлено войско казанского хана Улу-Мухаммеда, в 1611-м отбита атака польско-литовских интервентов, в через год на защиту ворот встал князь Дмитрий Пожарский. Также через эти ворота в Москву из военных походов возвращались Иван III и Иван Грозный. В середине XV века на площади была устроена деревянная церковь Бориса и Глеба, которую в середине XVI века заменили каменной. В XVII веке рядом с воротами расположился рынок, однако он не пользовался у горожан популярностью. В 1621 году возвели ещё одну церковь святителя Тихона Амафунтского «у Арбатских ворот». В середине XVIII века около этой церкви построили усадьбу канцлера Гавриила Головкина и другие здания. В 1770-х годах была снесена Белогородская стена, но сами Арбатские ворота демонтировали только в 1792-м, на их месте образовалась площадь, наследовавшая название ворот.

### Царское время

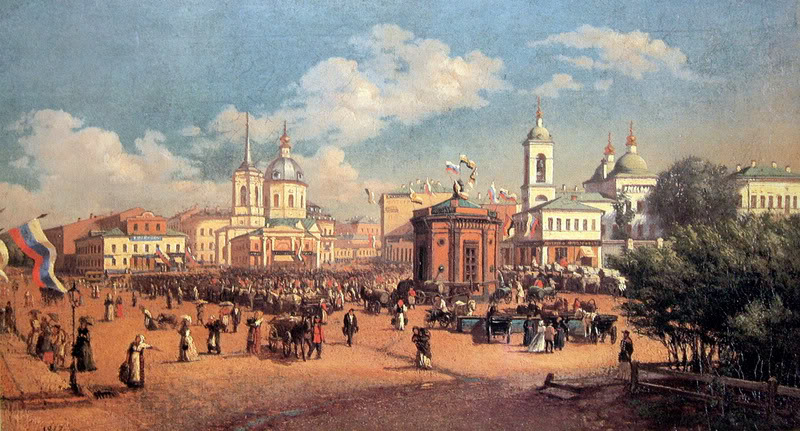
Арбатская площадь, 1877 год

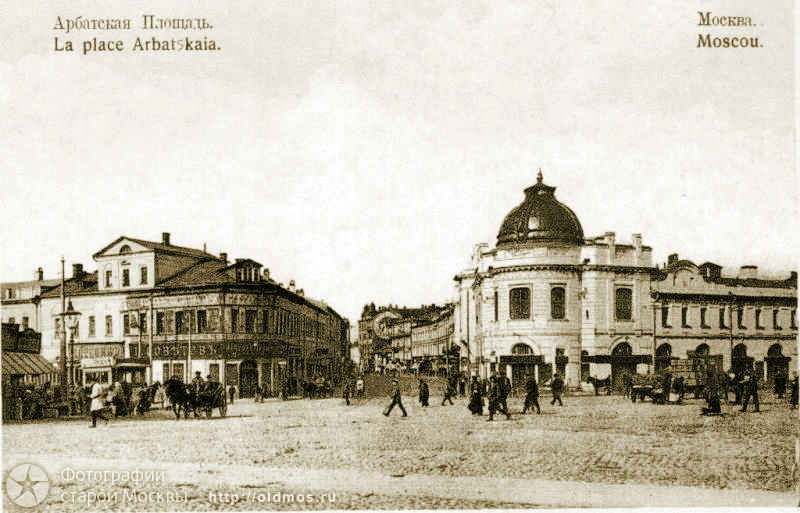
Арбатская площадь, 1907 год

В начале XIX века с обеих сторон площади начали сооружать Пречистенский и Никитский бульвары. В 1807 году по проекту архитектора Карла Росси на площади был возведён Арбатский театр. Он представлял собой высокое деревянное здание с колоннами вокруг и имел множество дверей на случай пожара. Декорации для спектаклей и интерьеры разработал художник Михаил Скотти. Современники писали, что здание напоминает здание Петербуржской биржи. Площадка под театром была выровнена и вымощена. Официальное открытие состоялось 13 апреля 1808 года пьесой «Баян — русский песнопевец всех времён» Сергея Глинки. Спектакли шли на русском и французском языках. Здание полностью сгорело при пожаре 1812-го. После изгнания Наполеона площадь была расширена.

…Одна из просторнейших площадей по бульвару Белого города: входите на оную, и огромность зданий с различными формами архитектуры поражает ваши взоры…— Московский путеводитель 1931 года

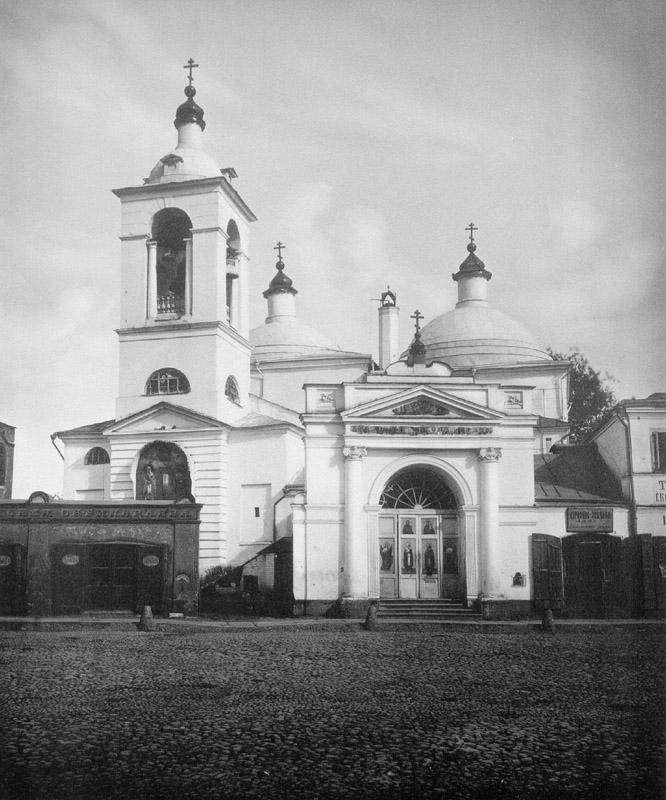
Храм Святителя Тихона Амафунтского у Арбатских ворот

На площади был установлен водоразборный бассейн, вода в него накачивалась из Москвы-реки без очистки, лишь в 1858-м стала подаваться ключевая вода. В 1880-х годах на площади проложили линию конки, которую в начале XX века заменили трамвайной. В 1902-м купец Семён Тарарыкин выкупил здание с заурядным трактиром «Прага», построенное в 1890 году, и реконструировал его в одноимённой ресторан, получивший популярность у представителей московской элиты и долгое время считавшийся одним из первоклассных ресторанов города. Соседнее здание на площади занимала гостиница «Столица», в которой останавливался Иван Бунин. В 1909 году на Арбатской площади открылся один из первых кинотеатров Москвы архитектора Николая Благовещенского. По соседству с кинотеатром с 1866 по 1941 год действовала Московская консерватория Николая Рубинштейна. Чуть правее находился храм Святителя Тихона Амафунтского. В 1909-м на Пречистенском бульваре возвели памятник Николаю Гоголю, который вскоре убрали «на склад», площадь получила название Гоголевская, её историческое название вернули в 1919 году.

### Советский период

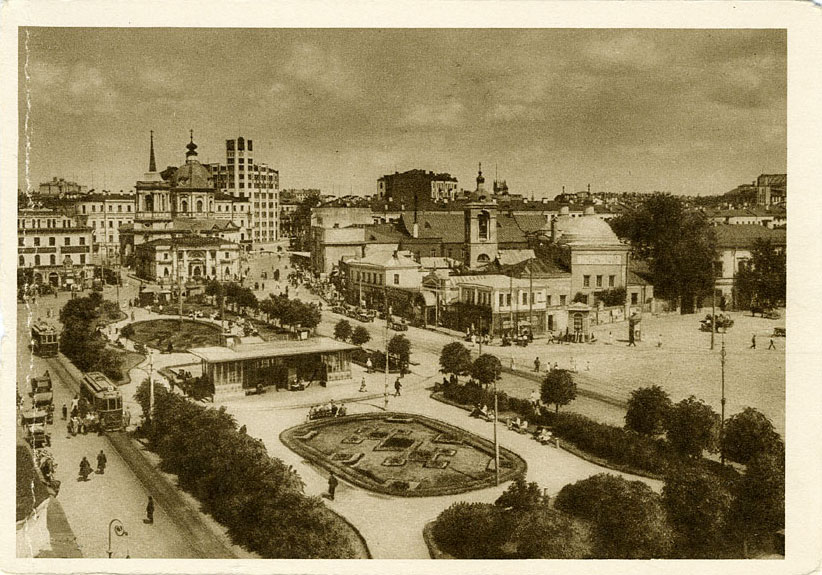
Арбатская площадь, 1930 год

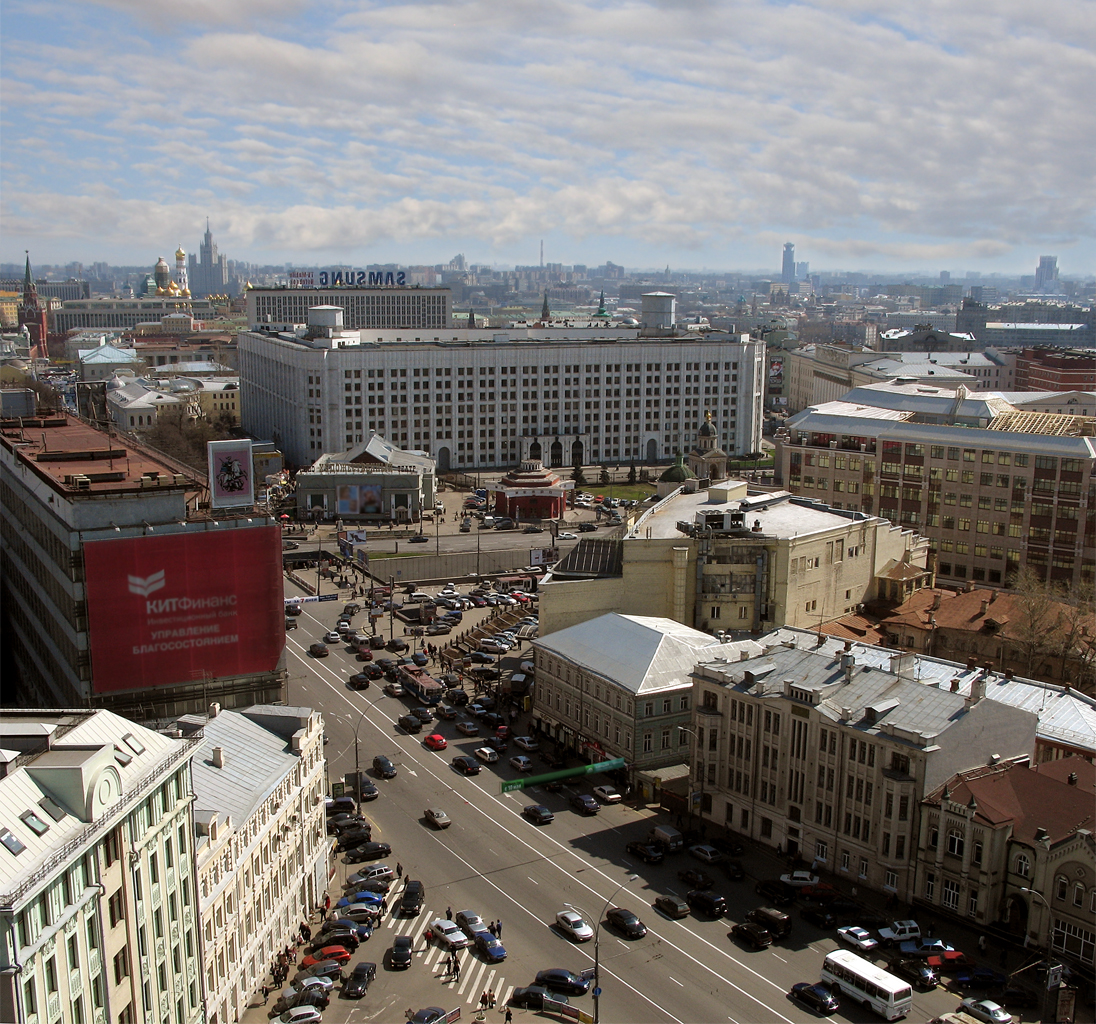
Вид на Арбатскую площадь, 2006 год

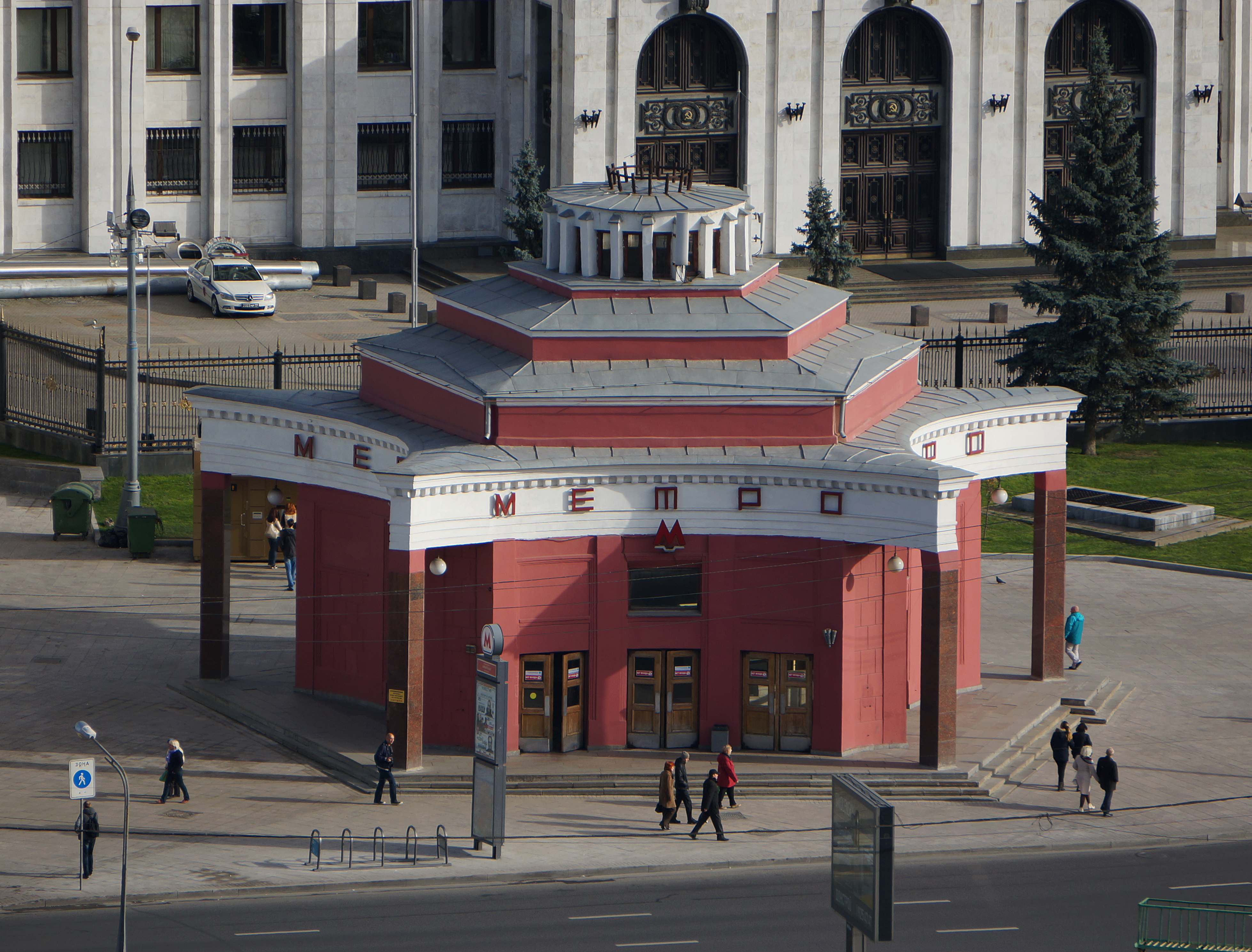
Вестибюль метро, 2013 год

Во время Октябрьской революции на Арбатской площади происходили пожары, так как её обстреливали со Страстной (ныне - Пушкинская), но самих боёв на ней не велось. Около кинотеатра стояли конные разъезды, автомобили и грузовики с солдатами. В 1912—1913 годах кинотеатр перестроили по проекту архитектора Фёдора Шехтеля, он получил название «Художественный». В марте 1930-го в нём впервые в Москве продемонстрировали звуковое кино. В это же время в рамках генерального плана реконструкции Москвы разобрали храм Бориса и Глеба. В 1932 году правее кинотеатра возвели здание Арбатского рынка. В течение последующих трёх лет здание рынка было укорочено, входная группа была отодвинута вглубь, и перед ней был построен вестибюль станции метро «Арбатская» (ныне — Филёвской линии). При строительстве вестибюля метро разобрали храм Святителя Тихона Амафунтского, кирпичи его стен пошли на бетон для строительства.
В военные годы здание рынка было полностью разрушено, а в 1941-м бомба попала в Московскую консерваторию. На её месте в 1944 году разбили сквер. После войны построили вторую станцию «Арбатская» с вестибюлем на площади. В 1952 году на Гоголевском бульваре установили памятник Гоголю, а в 1959-м — на Никитском восстановили тот, что стоял изначально, таким образом по обе стороны от площади находятся контрастные памятники писателю, что вызвало насмешки:
Весёлый Гоголь — на бульваре,  печальный Гоголь — во дворе.Советский поэт Лев Озеров
В 1962 году площадь полностью реконструировали, снесли почти все строения, а территорию заасфальтировали для возведения главного здания Министерства обороны. Строительство началось в 1970-х годах, а закончилось в 1983-м. Автором проекта является архитектор Михаил Посохин. Через десять лет от Арбатской отделили самостоятельную площадь Арбатские Ворота. В 1997 году на площади была воздвигнута церковь Бориса и Глеба — в память о предыдущем одноимённом разрушенном храме.

### Современность
В 2013 году в процессе благоустройства с площади убрали самострой и киоски. Через год приступили к капитальному ремонту кинотеатра «Художественный», который планируется закончить к 2020-му. В 2016-м площадь реконструировали в рамках программы «Моя улица», облагородили сквер у кинотеатра. Возле ресторана «Прага» расширили тротуар и упорядочили парковку. Союз журналистов Москвы выдвинул идею установки памятника погибшим коллегам в сквере около Центрального дома журналистов со стороны Арбатской площади. Правительство поддержало инициативу и постановило возвести памятник до конца 2018 года.

## Архитектурный ансамбль
- Здание Генерального штаба Вооружённых сил России — улица Знаменка, дом № 14/1[21].
- Дом Моссельпрома — Калашный переулок, дом № 2/10  Объект культурного наследия народов РФ регионального значения. Рег. № 771410335050005 (ЕГРОКН)[22].
- Кинотеатр «Художественный» — Арбатская площадь, дом № 14/1  Объект культурного наследия народов РФ регионального значения. Рег. № 7771310005430005 (ЕГРОКН)[23]. Был внесён в Красную книгу Архнадзора (электронный каталог объектов недвижимого культурного наследия Москвы, находящихся под угрозой). 14 декабря 2020 года работы по реставрации кинотеатра, закрытого в январе 2014 года, принял мэр Москвы[24].
- Ресторан «Прага» — улица Арбат, дом № 2/1[25].
- Часовня святых благоверных мучеников Бориса и Глеба — Арбатская площадь, дом № 4[26].

## Общественный транспорт
- Станции метро «Арбатская» Арбатско-Покровской линии и «Арбатская» Филёвской линии.
- Автобусы: А, м2, м27, 15, 39, н2.